# 赤溪镇 (宁德市)
赤溪镇，是中华人民共和国福建省宁德市蕉城区下辖的一个乡镇级行政单位。

## 行政区划
赤溪镇下辖以下地区：
江滨社区、班竹村、赤溪村、大坛村、东边村、东牛村、墩头村、官岭村、黄田村、留洋村、炉田村、牛洞村、芹格村、社洋村、松柴岭村、桃源村、西坑村、溪园村、夏村、小坛村、宣洋村、岩坪村、洋林村、阳谷村、由知村、院前村和禅地村。